# A Kung Fu Panda – A rendkívüliség legendája epizódjainak listája
A Kung Fu Panda – A rendkívüliség legendája amerikai televíziós sorozat, amely a Nickelodeon csatornán fut. A sorozat alapjául a két Kung Fu Panda című film szolgált. Az első hivatalos epizódot átlagosan 3,1 millióan nézték.

## Évados áttekintés
| Évad | Évad | Epizódok | Eredeti sugárzás     | Eredeti sugárzás | Magyar sugárzás    | Magyar sugárzás   |
| Évad | Évad | Epizódok | Évadpremier          | Évadfinálé       | Évadpremier        | Évadfinálé        |
| ---- | ---- | -------- | -------------------- | ---------------- | ------------------ | ----------------- |
|      | 1    | 26       | 2011. szeptember 19. | 2012. április 5. | 2011. november 26. | 2012. október 26. |
|      | 2    | 26       | 2012. április 6.     | 2013. június 21. | 2012. október 24.  | 2014. október 22. |
|      | 3    | 28       | 2013. június 24.     | 2016. június 29. | 2013. február 15.  | 2016. június 1.   |

## Epizódok

### 1. évad
| #   | Eredeti / Magyar cím                                | Rendező                         | Eredeti bemutató     | Magyar bemutató      |
| --- | --------------------------------------------------- | ------------------------------- | -------------------- | -------------------- |
| 1.  | Scorpion's Sting / A skorpió fullánkja              | Jim Schumann                    | 2011. szeptember 19. | 2011. november 26.   |
| 2.  | The Princess and the Po / Po és a hercegnő          | Jim Schumann                    | 2012. október 21.    | 2011. február 21.    |
| 3.  | Sticky Situation / Ragacsos kalamajka               | Gabe Swarr                      | 2011. november 7.    | 2011. november 26.   |
| 4.  | Chain Reaction / Láncreakció                        | Michael Mullen                  | 2011. november 8.    | 2012. február 23.    |
| 5.  | Fluttering Finger Mindslip / A hullámzó ujj feledés | Jim Schumann                    | 2011. november 9.    | 2012. február 24.    |
| 6.  | Good Croc, Bad Croc / Jó kroki, rossz kroki         | Michael Mullen                  | 2011. november 10.   | 2012. március 1.     |
| 7.  | Hometown Hero / A szerelem hálójában                | Juan Meza-Leon                  | 2011. november 11.   | 2012. március 2.     |
| 8.  | Jailhouse Panda / Börtön-panda                      | Michael Mullen                  | 2011. november 18.   | 2012. március 8.     |
| 9.  | Owl Be Back / Feng Huang visszatér                  | Michael Mullen                  | 2011. november 26.   | 2012. március 9.     |
| 10. | Bad Po / Jing Po, Jang Po                           | Luther McLaurin és Jim Schumann | 2011. november 26.   | 2012. március 15.    |
| 11. | Sight for Sore Eyes / Szem-telenül                  | Juan Meza-Leon                  | 2011. november 27.   | 2012. március 16.    |
| 12. | Rhino's Revenge / A rinocérosz bosszúja             | Michael Mullen                  | 2011. november 27.   | 2012. március 22.    |
| 13. | Master Ping / Ping nagymester                       | Michael Mullen                  | 2011. november 28.   | 2012. március 23.    |
| 14. | Ghost of Oogway / Oogway szelleme                   | Lane Lueras és Luther McLaurin  | 2011. november 29.   | 2012. március 30.    |
| 15. | The Kung Fu Kid / A kung-fu kölyök                  | Juan Meza-Leon                  | 2011. november 30.   | 2012. szeptember 6.  |
| 16. | Ladies of the Shade / Az Árnyak Hölgyei             | Michael Mullen                  | 2011. december 1.    | 2012. szeptember 13. |
| 17. | Big Bro Po / Po bátyó                               | Lane Lueras                     | 2011. december 2.    | 2012. április 5.     |
| 18. | Po Fans Out / Po és a rajongók                      | Juan Meza-Leon                  | 2011. december 9.    | 2012. április 12.    |
| 19. | Challenge Day / A kihívás napja                     | Jim Schumann                    | 2011. december 16.   | 2012. április 26.    |
| 20. | My Favorite Yao / Yao mester                        | Luther McLaurin                 | 2011. december 30.   | 2012. július 5.      |
| 21. | In With the Old / Régi szép idők                    | Michael Mullen                  | 2012. január 16.     | 2012. szeptember 20. |
| 22. | Has-been Hero / Az egyszer volt, hol nem volt hős   | Gabe Swarr                      | 2012. március 31.    | 2012. szeptember 27. |
| 23. | Love Stings / Szúrós szerelem                       | Juan Meza-Leon                  | 2012. április 2.     | 2012. július 12.     |
| 24. | Hall of Lame / Harcosok trófeája                    | Juan Meza-Leon                  | 2012. április 3.     | 2012. július 19.     |
| 25. | Father Crime / Apáink bűnei                         | Michael Mullen                  | 2012. április 4.     | 2012. október 25.    |
| 26. | Monkey in the Middle / Majom a javából              | Lane Lueras                     | 2012. április 5.     | 2012. október 26.    |

### 2. évad
| #      | Eredeti / Magyar cím                                        | Rendező                            | Eredeti bemutató     | Magyar bemutató                                            |
| ------ | ----------------------------------------------------------- | ---------------------------------- | -------------------- | ---------------------------------------------------------- |
| 27.    | Kung Fu Day Care / Kung-fu ovi                              | Juan Meza-Leon                     | 2012. április 6.     | 2012. október 24.                                          |
| 28.    | Royal Pain / Főúri főfájás                                  | Lane Lueras                        | 2012. szeptember 26. | 2014. április 28.                                          |
| 29.    | The Most Dangerous Po / Po a legveszélyesebb                | Michael Mullen                     | 2012. október 13.    | 2012. november 1.                                          |
| 30.    | The Po Who Cried Ghost / Aki szellemet kiáltott             | Michael Mullen                     | 2012. október 27.    | 2012. október 31.                                          |
| 31.    | Kung Shoes / A csodacipő                                    | Lane Lueras                        | 2012. november 3.    | 2013. április 29.                                          |
| 32.    | Bosom Enemies / Kedves ellenségem                           | Lane Lueras                        | 2012. november 10.   | 2014. április 29.                                          |
| 33-34. | Enter the Dragon / A sárkány színre lép                     | Aaron Hammersley és Michael Mullen | 2012. november 12.   | 2013. május 4/5. (RTL Klub) 2016. január 26. (Nickelodeon) |
| 35.    | Master and the Panda / A mester és a panda                  | Michael Mullen                     | 2012. november 24.   | 2013. május 2.                                             |
| 36.    | Present Tense / Télünnep                                    | Michael Mullen                     | 2012. december 8.    | 2012. december 21.                                         |
| 37.    | Shifu's Back / Shifu visszatér                              | Michael Mullen                     | 2013. január 14.     | 2013. február 12.                                          |
| 38.    | Terror Cotta / Az agyagharcosok                             | Michael Mullen                     | 2013. január 15.     | 2014. október 22.                                          |
| 39.    | The Spirit Orbs of Master Ding / Ding mester szellemgömbjei | Lane Lueras                        | 2013. január 16.     | 2014. május 6.                                             |
| 40.    | The Maltese Mantis / A máltai sáska                         | Michael Mullen                     | 2013. január 17.     | 2012. október 25.                                          |
| 41.    | Invitation Only / Csak meghívóval                           | Michael Mullen                     | 2013. január 18.     | 2014. április 30.                                          |
| 42.    | The Midnight Stranger / Az éjféli idegen                    | Juan Meza-Leon                     | 2013. január 20.     | 2013. február 13.                                          |
| 43.    | Shoot the Messenger / Hírnök hajsza                         | Lane Lueras                        | 2013. január 22.     | 2013. május 3.                                             |
| 44.    | A Tigress Tale / Tigris-mese                                | Juan Meza-Leon és Gabe Swarr       | 2013. január 23.     | 2013. május 1.                                             |
| 45.    | Crane on a Wire / Daru letargiában                          | Lane Lueras                        | 2013. január 24.     | 2013. február 11.                                          |
| 46.    | The Secret Museum of Kung Fu / A nagy utazás                | Michael Mullen                     | 2013. január 25.     | 2014. október 21.                                          |
| 47.    | Bride of Po / Po menyasszonya                               | Michael Mullen                     | 2013. február 14.    | 2014. június 11.                                           |
| 48.    | Five is Enough / A hatodik                                  | Aaron Hammersley                   | 2013. június 17.     | 2014. június 9.                                            |
| 49.    | Mama Told Me not to Kung Fu / Veszélyes Kung Fu             | Lane Lueras                        | 2013. június 18.     | 2014. május 2.                                             |
| 50.    | Secret Admirer / Titkos imádó                               | Gabe Swarr és Aaron Hammersley     | 2013. június 19.     | 2013. február 14.                                          |
| 51.    | Qilin Time / A Qilin ideje                                  | Juan Meza-Leon                     | 2013. június 20.     | 2013. április 30.                                          |
| 52.    | Huge / Nagyon-nagyon                                        | Aaron Hammersley                   | 2013. június 21.     | 2014. május 5.                                             |

### 3. évad
| #   | Eredeti / Magyar cím                                    | Rendező                            | Eredeti bemutató  | Magyar bemutató          |
| --- | ------------------------------------------------------- | ---------------------------------- | ----------------- | ------------------------ |
| 53. | Shifu's Ex / Shifu ex felesége                          | Aaron Hammersley                   | 2013. június 24.  | 2014. május 1.           |
| 54. | War of the Noodles / Tészták háborúja                   | Lane Lueras                        | 2013. június 25.  | 2014. június 13.         |
| 55. | The Break Up / A szakítás                               | Lane Lueras                        | 2013. június 26.  | 2013. február 15.        |
| 56. | Mind Over Manners / A gondolatolvasó                    | Aaron Hammersley                   | 2013. június 27.  | 2014. június 12.         |
| 57. | A Thousand and Twenty Questions / 1020 kérdés           | Lane Lueras                        | 2013. június 28.  | 2014. június 10.         |
| 58. | The Way of the Prawn / Szamurájok útja                  | Michael Mullen                     | 2013. július 1.   | 2014. október 27.        |
| 59. | Mouth Off / Hallgatni veszélyes                         | Aaron Hammersley                   | 2013. július 2.   | 2014. október 28.        |
| 60. | Serpent's Tooth / A kígyó foga                          | Lane Lueras                        | 2013. július 3.   | 2014. október 29.        |
| 61. | The Goosefather / A keresztapa                          | Michael Mullen                     | 2014. január 11.  | 2014. október 30.        |
| 62. | Po Picks a Pocket / Po és a tolvajok                    | Lane Lueras                        | 2014. január 26.  | 2014. október 31.        |
| 63. | Croc You Like A Hurricane / Krok and Roll               | Aaron Hammersley                   | 2014. február 2.  | 2015. február 2.         |
| 64. | Crazy Little Ling Called Love / Szerelmes Shifu         | Aaron Hammersley & Luther McLaurin | 2014. február 9.  | 2015. február 10.        |
| 65. | Kung Fu Club / Kung Fu Klub                             | Lane Lueras                        | 2014. február 16. | 2015. február 3.         |
| 66. | The Hunger Game / Az éhező Völgy                        | Michael Mullen                     | 2014. február 23. | 2015. február 4.         |
| 67. | A Stitch in Time / Az idő ura                           | Aaron Hammersley & Luther Mclaurin | 2014. március 2.  | 2015. február 5.         |
| 68. | Eternal Chord / Az örökkévalóság hangja                 | Lane Lueras                        | 2014. június 8.   | 2015. február 6.         |
| 69. | Apocalypse Yao / Yao apokalipszise                      | Michael Mullen                     | 2014. június 15.  | 2015. február 9.         |
| 70. | The Real Dragon Warrior / Az igazi Sárkányharcos        | Lane Lueras                        | 2014. június 22.  | 2015. február 11.        |
| 71. | The First Five / Az első Ötös                           | Mihael Mullen                      | 2016. június 8.   | 2015. március 16.        |
| 72. | Emperor's Rule (Part 1) / A császár parancsára, 1. rész | Michael Mullen                     | 2016. június 29.  | 2016. május 31. (RTL II) |
| 73. | Emperor's Rule (Part 2) / A császár parancsára, 2. rész | Aaron Hammersley                   | 2016. június 29.  | 2016. június 1. (RTL II) |
| 74. | Youth in Re-Volt / Felvillanyozva                       | Aaron Hammersley                   | 2016. február 15. | 2015. március 17.        |
| 75. | See No Weevil / Féregirtók                              | Lane Lueras                        | 2016. június 15.  | 2015. március 18.        |
| 76. | Goose Chase / Liba-hajsza                               | Michael Mullen                     | 2016. február 19. | 2015. március 19.        |
| 77. | Face Full of Fear / A félelem szorításában              | Aaron Hammersley                   | 2016. június 22.  | 2015. március 20.        |
| 78. | Forsaken and Furious / Félelemmel teli arc              | Lane Lueras                        | 2016. február 16. | 2015. március 23.        |
| 79. | Camp Ping / Riválisok                                   | Michael Mullan                     | 2016. február 18. | 2015. március 24.        |
| 80. | Po the Croc / Po, a bandita                             | Aaron Hammersley                   | 2016. február 17. | 2015. március 25.        |